# Franco Antonicelli
Franco Antonicelli (Voghera, 15 novembre 1902 – Torino, 6 novembre 1974) è stato un saggista, poeta e antifascista italiano.

## Biografia

Con Renata Germano nel giorno del matrimonio.

Figlio di Donato Antonicelli, un alto ufficiale pugliese, e di Maria Balladore, una borghese benestante, visse alcuni anni dell'infanzia a Gioia del Colle, ospite dello zio paterno. Arrivato nel 1908 a Torino, frequentò il Liceo classico Massimo d'Azeglio, dove fu allievo di Umberto Cosmo, e vi ottenne la maturità. All'Università si laureò prima in lettere e successivamente, nel 1931, pensando di intraprendere la carriera diplomatica, anche in giurisprudenza. Durante i suoi studi conobbe molti esponenti dell'intellettualità torinese del tempo, come Augusto Monti, Lalla Romano, Leone Ginzburg, Cesare Pavese, Norberto Bobbio, Massimo Mila, Ludovico Geymonat.
Il 31 maggio 1929 venne arrestato per aver firmato, con Cosmo, Geymonat, Mila e altri, una lettera di solidarietà a Benedetto Croce, dopo che questi, oppositore in Senato dei Patti Lateranensi, era stato definito da Mussolini un « imboscato della storia »; dopo un mese di carcere, fu condannato a tre anni di confino ma la pena fu commutata in un'ammonizione. 
Lavorò come supplente nel Liceo d'Azeglio e fu anche precettore privato di Gianni Agnelli. Dal 1932 fu direttore della collana Biblioteca Europea dei libri dell'editore Frassinelli. Per sua scelta, entravano così in Italia, per la prima volta, opere di Herman Melville e di Franz Kafka, di Eugene Gladstone O'Neill e di James Joyce, e anche il Topolino di Walt Disney.
La sua conoscenza del gruppo torinese di Giustizia e Libertà riunito nella redazione della rivista Cultura edita da Einaudi e del quale facevano parte, tra gli altri, Carlo Levi e Cesare Pavese, causò, il 15 maggio 1935, il suo arresto, avvenuto a seguito della delazione dello scrittore Pitigrilli. Il 15 luglio Antonicelli fu condannato a tre anni di confino da scontare ad Agropoli. Durante il confino sposò Renata Germano, figlia del notaio Annibale, nella cui villa di Sordevolo spesso soggiornava e incontrava gli amici.

Pavese, Ginzburg, Antonicelli e Frassinelli a San Grato di Sordevolo negli anni Quaranta.

Liberato nel marzo del 1936, nel 1942 fondò la casa editrice Francesco De Silva - dal nome di un editore piemontese del Quattrocento - e s'impegnò, sollecitato dal Croce, a favore della riorganizzazione del Partito liberale. Subito dopo l'8 settembre si trasferì a Roma dove il 6 novembre venne arrestato dai tedeschi e incarcerato a Regina Coeli. Nel febbraio 1944 venne trasferito nel carcere di Castelfranco Emilia e fu rimesso in libertà il 18 aprile.
Rientrato a Torino, entrò a far parte, in qualità di rappresentante del Partito liberale, del Comitato di liberazione nazionale del Piemonte, del quale assunse la presidenza nel 1945, diresse l'edizione del clandestino Risorgimento Liberale - che alla Liberazione prese il nome L'Opinione - e collaborò ai fogli Risorgimento e Il Patriota, espressione dei gruppi partigiani liberali operanti in Piemonte.
Dopo il crollo del fascismo, nel giugno del 1945, partecipò con Guido Seborga, Norberto Bobbio, Massimo Mila, Francesco Menzio, Giulio Einaudi, Cesare Pavese e altri alla fondazione dell'« Unione Culturale » di Torino, che dopo la morte gli fu intitolata. La sua idea politica, favorevole a mantenere un'intesa con tutte le forze antifasciste nello spirito del CLN, e la sua scelta repubblicana vennero in conflitto con la linea del partito, sostenitore della monarchia e deciso a rompere l'unità antifascista. Così, nell'aprile del 1946, lasciò il Partito liberale per la Concentrazione democratica repubblicana di Ugo La Malfa e Ferruccio Parri, confluita dopo il referendum del 2 giugno 1946 nel Partito repubblicano, del quale divenne uno dei dirigenti con il congresso di Napoli del 1948. Ma la scelta di allearsi con la Democrazia Cristiana alle elezioni del 18 aprile lo convinse ad abbandonare il partito.

Antonicelli, a sinistra, parla in piazza Vittorio a Torino il 6 maggio 1945. Al centro il generale Alessandro Trabucchi e a destra Giovanni Roveda.

Con Alessandro Galante Garrone, Paolo Greco, Andrea Guglielminetti, Amedeo Ugolini e Giorgio Vaccarino fondò il 25 aprile 1947 l'Istituto Storico della Resistenza in Piemonte e ne divenne il primo presidente. In quell'anno pubblicò nella sua casa editrice Se questo è un uomo, il capolavoro di Primo Levi che era stato rifiutato da altri editori, fra cui Einaudi. Fu una delle ultime pubblicazioni della casa editrice Da Silva, che l'Antonicelli chiuse nel 1949.
Collaborò in questo periodo alla RAI con il programma radiofonico culturale Terza pagina, e al quotidiano torinese La Stampa, con articoli sulla letteratura francese e sul decadentismo italiano. Prese, poi, parte alla fase sperimentale della Televisione italiana e il 13 dicembre 1953, domenica, alle ore 19, fu trasmessa la prima di sette puntate di una trasmissione, Il commesso di libreria, che proponeva segnalazioni librarie e incontri con gli autori. In questa esperienza, che si concluse il 21 aprile 1954, Antonicelli non seppe tradurre linguisticamente i contenuti di una trasmissione radiofonica secondo le esigenze del nuovo mezzo  e i vertici della RAI decisero di affidare la divulgazione libraria televisiva a un giovane professore, Luigi Silori, che riscuoterà invece un ventennale successo di critica e di pubblico.
Nel 1953 aderì all'Alleanza Democratica Nazionale, un raggruppamento di liberali e repubblicani contrari all'alleanza politica con la Democrazia Cristiana, che si batté contro la cosiddetta "legge truffa", la legge elettorale che prevedeva un premio alla lista che avesse ottenuto la maggioranza assoluta alle elezioni, e che fu abrogata in seguito alla sconfitta nelle elezioni del 7 giugno dei partiti centristi favorevoli alla legge. Prese posizione contro le discriminazioni politiche e sindacali effettuate dalla FIAT di Vittorio Valletta contro gli operai comunisti o iscritti alla FIOM e nel 1960 sostenne che il governo Tambroni, eletto con i voti della DC e del MSI, rappresentava un pericolo per la democrazia italiana, tanto più dopo le manifestazioni di Genova, di Reggio Emilia e di altre città nelle quali si ebbero anche dei morti tra i dimostranti. Avendo denunciato questi fatti in un discorso a Bologna, Antonicelli fu processato per apologia di reato: condannato in primo grado con la condizionale, fu assolto in appello.
Nel 1968 venne eletto al Senato come indipendente nella lista del PCI-PSIUP per il collegio di Alessandria-Tortona. In quell'occasione fu costituito per la prima volta in Parlamento il gruppo degli indipendenti di sinistra e Antonicelli fu membro delle commissioni Difesa, Pubblica Istruzione e Vigilanza delle trasmissioni radio televisive. Fu rieletto nelle elezioni politiche del 1972, e prese parte alle commissioni Difesa e Vigilanza delle trasmissioni radio-televisive.
Il 21 maggio 1972, ad Ovada, in provincia di Alessandria, tenne l'orazione ufficiale in occasione dell'inaugurazione della Biblioteca Civica in seguito intitolata ai coniugi Marie ed Eraldo Ighina.
Morì il 6 novembre 1974 a Torino, città che gli intitolò una piazzetta.
La sua biblioteca, composta di oltre ventimila volumi, è stata donata alla Compagnia Portuale di Livorno, dove per la sua valorizzazione è sorta la Fondazione Franco Antonicelli.
Il 16 gennaio 2013 si è svolta una mostra e un convegno al Senato sulla sua figura e le sue opere.
Nel 2010 è stato fondato il Parco Letterario a suo nome nella Villa di Sordevolo sotto gli auspici della figlia Patrizia.

## Archivio
L'archivio di Franco Antonicelli è suddiviso presso diversi soggetti conservatori. Alcuni fondi sono conservati presso il Centro per gli studi sulla tradizione manoscritta di autori moderni e contemporanei dell’Università di Pavia. La parte conservata a Livorno è pervenuta alla Biblioteca Labronica per il tramite della Compagnia lavoratori portuali di Livorno, cui lo stesso Antonicelli aveva donato anche la propria biblioteca. Attualmente è conservato a Villa Fabbricotti ed è stato schedato con il software Sebina; la banca dati è disponibile sul sito del Sistema documentario territoriale livornese.
Una ricostruzione virtuale di tutti i fondi archivistici riconducibili a Franco Antonicelli è disponibile sul sito "Franco Antonicelli. L'eredità culturale".
L'archivio è stato dichiarato di interesse storico particolarmente importante dalla Direzione regionale per i beni culturali e paesaggistici della Toscana del Ministero per i beni e le attività culturali con decreto 564 del 24 settembre 2012.

## Opere
- Il soldato di Lambessa, ERI, Torino, 1956.
- Festa grande di aprile, Einaudi, Torino, 1964.
- Calendario di letture, ERI, Torino, 1966.
- La moneta seminata e altri scritti, con un saggio di varianti e una scelta di documenti su Guido Gozzano, a cura di F. Antonicelli, Milano, 1968.
- Le parole turchine, illustrazioni di G. Tribaudino, Einaudi, Torino, 1973.
- Resistenza, cultura e classe operaia, prefazione di G. C. Pajetta, Quaderni del movimento operaio n. 3, Gruppo Editoriale Piemontese, Torino, 1975.
- Dall'antifascismo alla resistenza. Trent'anni di storia italiana (1915-1945), Einaudi, Torino, 1975.
- La pratica della libertà, Documenti, discorsi, scritti politici 1929-1974, con ritratto critico di C. Stajano, Einaudi, Torino, 1976.
- Capitoli gozzaniani, a cura di M. Mari, Leo S. Olschki, Firenze, 1982.
- Improvvisi e altri versi (1944-1974), All'insegna del pesce d'oro, Milano, 1984.
- Finibusterre, Besa Editrice, Nardò, 1999.
- Pinocchio ha settant'anni (1951), Università degli Studi di Pavia, Centro di ricerca sulla tradizione manoscritta di Autori moderni e contemporanei, 2002.
- Le letture tendenziose, ed. e/o, Roma, 2021.